# Thoristella chathamensis cookiana
Thoristella chathamensis cookiana es una subespecie de molusco gasterópodo de la familia Trochidae. 

## Distribución geográfica
Se encuentra en Nueva Zelanda